# Pangaiobjergene
Pangaiobjergene (græsk: Παγγαίο Pangéo; oldgræsk: Καρμάνιον Karmánion; homerisk navn: Nysa; også kaldet Pangaeon, Pangaeum) er en bjergkæde i Grækenland, cirka 40 km fra Kavala. Det højeste punkt er 1.956 moh. og bjergtoppens navn er Koutra . Det Ægæiske Hav ligger mod syd og sletterne i Philippi-Kavala mod nord. Bjergkæden dækker den sydøstlige del af den regionale enhed Serres samt den nordvestlige del af den regionale enhed Kavala, som omfatter den største del af bjergene.

## Beskrivelse
Bjergene ligger på tværs af en frugtbar slette fra den antikke by Filippi, de er placeret i den antikke region Sintice, mellem floderne Strymon og Xiropotamos og er dækket i orientalsk platan og kastanjetræer. I områdete ligger landbrugsbyerne Nikisiani og Palaiochori, hvor man hovedsageligt dyrker korn og tobak. I byen Palaiochori ligger ruinerne af et gammelt slot på en top med udsigt over byen. Der blev udvundet Guld og sølv i oldtiden. Den athenske tyran Pisistratus blev forvist til bjerget. Det var det rige guld og sølv, der var tilgængeligt i regionen, der fik athenerne til at oprette en koloni i 465 i et område kendt som de ni veje (Ennéa Hodoí). Kolonisterne blev massakreret af thrakere der boede i nærheden, og kolonien blev forladt, selvom athenerne ville vende tilbage til området med deres koloni i Amphipolis.
Pangaion refereres meget ofte af gamle græske og latinske kilder. Det var berømt for sølv- og guldminer samt for skibsværftstræ og Dionysos orakel.
Kommunen Pangaio er opkaldt efter bjergkæden, og kommunens hjemsted er Eleftheroupoli.